# Kollektív nemesség
A kollektív nemesség fogalma alatt egy olyan csoport kollektív előjogainak összességét értjük a középkori feudális jogrendszerben, amelynek tagjai egyénileg nem érték el ugyan a nemesek jogállását, különösen annak legfontosabb elemét, a közszabadságot, de kollektívan, helyhez vagy szolgálathoz kötve ahhoz közelítő jogokkal rendelkeztek. Ezen jogok nem alkottak egységes rendszert, csoportonként más és más szintűek voltak. A korai középkorban tipikusan az előkelők fegyveres kíséretének alsóbb rétegéből, illetve a csatlakozott népek határőrizettel megbízott, fegyveres várjobbágy rétegéből alakultak ki. Legismertebb képviselőik a székelyek, a gömöri lándzsásnemesek, a kunok és a jászok, akik a középkor végére kialakult székeik révén gyakorolták jogaikat. Az újkorban Bocskaitól a hajdúk nyertek egy időre hasonló szabadságot katonai szolgálatuk fejében.

## Székelyek
Minden székely szabad, tulajdonától meg nem fosztható, egymással egyenlő volt, vagyis úgynevezett kollektív nemességet élvezett, de nem rendelkeztek korlátlan birtokbírhatással (jus proprietatis). A földet kollektívan birtokolták, vagyis a falué volt minden föld, ebből el nem adható parcellákat művelt meg mindenki. Mindezek ellenére idővel mégis kialakultak különbségek, például akkor, ha valaki művelésbe vett egy fától kiirtott részt, vagy malmot épített. Ezzel kapcsolatban konfliktusok is létrejöttek, amikor idővel elfogytak a felosztható földek, és az új földet „igénylő” székelyek beleütköztek azon társaikba, akik a közös területeken kívül kaptak a királytól földeket, vagy egyszerűen vásároltak maguknak területeket.
A székelységen belül három társadalmi réteg alakult ki:
- Főemberek rétege (primorok)
- Lófők rétege (vagyis az öröklődő címeket viselők és tisztségviselők csoportja)
- Közszékelyek rétege